# Sender Cuxhaven
Der Sender Cuxhaven ist eine Sendeanlage des Norddeutschen Rundfunks zur Ausstrahlung von Hörfunksignalen. Er steht auf der 30 Meter hohen Holter Höhe bei Altenwalde, etwa drei Kilometer südwestlich von Cuxhaven. Der  Antennenträger ist ein abgespannter Stahlfachwerkturm.
Von diesem Sender werden die Stadt Cuxhaven und umliegende Gebiete sowie die zum Bundesland Hamburg gehörende Insel Neuwerk versorgt.

## Frequenzen und Programme

### Analoger Hörfunk (UKW)
In UKW werden folgende Programme ausgestrahlt:
| Frequenz (MHz) | Programm            | RDS PS   | RDS PI                | Regionalisierung | ERP (kW) | Antennendiagramm rund (ND)/gerichtet (D) | Polarisation horizontal (H)/vertikal (V) |
| -------------- | ------------------- | -------- | --------------------- | ---------------- | -------- | ---------------------------------------- | ---------------------------------------- |
| 105,4          | NDR 1 Niedersachsen | NDR1_NDS | D681 (regional), D381 | Oldenburg        | 20       | D (80–240°)                              | H                                        |
| 97,9           | NDR 2               | _NDR_2__ | D382                  | Niedersachsen    | 10       | D (80–240°)                              | H                                        |
| 94,6           | NDR Kultur          | NDR_Kult | D383                  | –                | 1        | D (290–340°)                             | H                                        |
| 93,1           | NDR Info            | NDR_Info | D384                  | –                | 10       | D (80–220°)                              | H                                        |
| 91,6           | N-Joy               | _N-JOY__ | D385                  | –                | 10       | D (80–220°)                              | H                                        |
| 98,4           | NDR 90,3            | NDR_90,3 | D451                  | –                | 1        | D (290–340°)                             | H                                        |

### Digitales Radio (DAB / DAB+)
Digitaler Hörfunk im DAB+-Standard wurde vom 11. Februar 2020 bis zum 1. April 2025 in vertikaler Polarisation ausgestrahlt. In DAB / DAB+ wurden folgende Programme ausgestrahlt:
| Block                 | Programme | ERP (kW) | Antennendiagramm rund (ND)/ gerichtet (D) | Gleichwellennetz (SFN) |
| --------------------- | --- | -------- | ----------------------------------------- | --- |
| 8D NDR NDS (D__00423) | DAB+ Block des Norddeutschen Rundfunks - NDR 1 NDS OL (Oldenburg) (104 kbps) - NDR 2 NDS (104 kbps) - NDR Kultur (104 kbps) - NDR Info NDS (104 kbps) - N-Joy (104 kbps) - NDR Blue (104 kbps) - NDR Schlager (104 kbps) - NDR Info Spezial (104 kbps) - NDR BWS (16 kbps) - ARD TPEG (16 kbps) | 2        | ND                                        | Aurich-Popens, Bremen (Walle), Bremerhaven (Schiffdorf), Molbergen, Steinkimmen (Ganderkesee), Vechta-Langförden, Wilhelmshaven |

### Digitales Fernsehen (DVB-T)
Vom 24. Mai 2005 bis zum 27. Oktober 2009 wurde der Sendemast auf der Holter Höhe zur Abstrahlung von DVB-T-Sendesignalen genutzt. Durch die erfolgte Verlagerung zum Friedrich-Clemens-Gerke-Turm konnte die Empfangbarkeit der Multiplexe im Großraum Cuxhaven verbessert werden.
ehemaliges DVB-T-Programmangebot:
| Kanal | Frequenz (MHz) | Multiplex                        | Programme im Multiplex | ERP (kW) | Antennendiagramm rund (ND)/ gerichtet (D) | Polarisation horizontal (H)/ vertikal (V) |
| ----- | -------------- | -------------------------------- | --- | -------- | ----------------------------------------- | ----------------------------------------- |
| 24    | 498            | ZDFmobil                         | - ZDF - 3sat - ZDFinfo - KiKA / ZDFneo | 5        | ND                                        | H                                         |
| 51    | 714            | ARD regional (NDR) Niedersachsen | - NDR Fernsehen (Niedersachsen) - WDR Fernsehen (Köln) / NDR FS SH - MDR Fernsehen (Sachsen-Anhalt) / NDR FS MV - hr-fernsehen / NDR FS HH | 5        | ND                                        | H                                         |
| 55    | 746            | ARD Digital (NDR)                | - Das Erste (NDR) - arte - Phoenix - tagesschau24                                                                                          | 20       | ND                                        | H                                         |

Sendeparameter: Modulationsverfahren: 16-QAM, Videokompression: MPEG-2, FEC: 2/3, Guardintervall: 1/4, Bitrate: 13,27 MBit/s

SFN (ARD Digital) mit Steinkimmen (Ganderkesee)

### Analoges Fernsehen

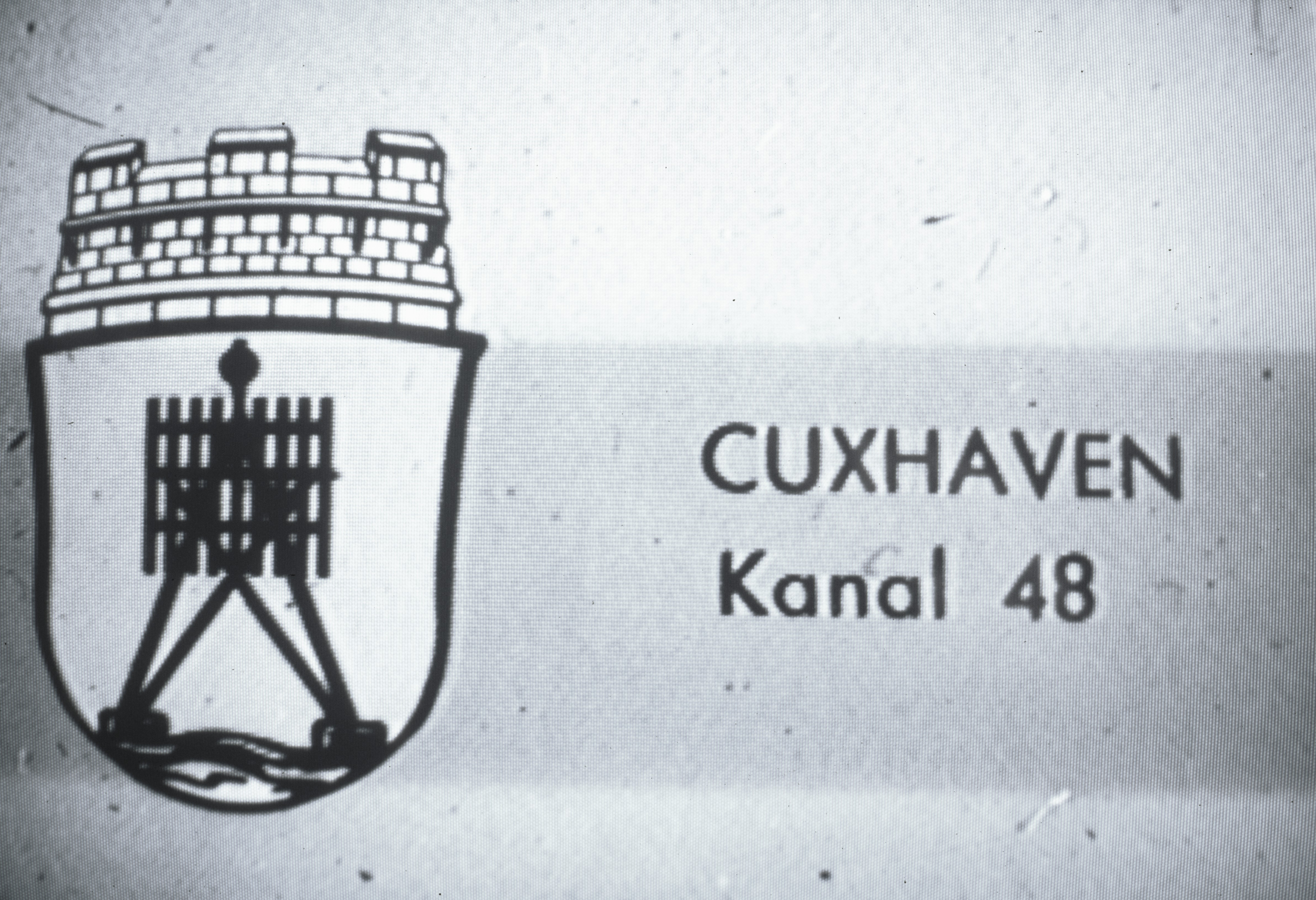
Testbild III. Fernsehprogramm 1986

Die Verbreitung der öffentlich-rechtlichen Programme in analogem PAL wurde Mitte 2005 eingestellt. Bis zum DVB-T Umstieg in der Region Bremen/Unterweser am 24. Mai 2004 wurden folgende Programme gesendet:
| Kanal | Frequenz (MHz) | Programm                           | ERP (kW) | Sendediagramm rund (ND)/ gerichtet (D) | Polarisation horizontal (H)/ vertikal (V) |
| ----- | -------------- | ---------------------------------- | -------- | -------------------------------------- | ----------------------------------------- |
| 11    | 217,25         | RTL (Niedersachsen/Bremen)         | 0,08     | D                                      | H                                         |
| 21    | 471,25         | Sat.1 (Niedersachsen/Bremen)       | 2        | D                                      | H                                         |
| 24    | 495,25         | ZDF                                | 250      | D                                      | H                                         |
| 36    | 591,25         | NDR Fernsehen (Schleswig-Holstein) | 5        | D                                      | H                                         |
| 48    | 687,25         | NDR Fernsehen (Niedersachsen)      | 250      | D                                      | H                                         |
| 51    | 711,25         | Das Erste (NDR)                    | 250      | D                                      | H                                         |